# Хайван
Хайван (вьет. Đèo Hải Vân, «морское облако») — перевал в Аннамских горах во Вьетнаме. Перевал пересекает участок Национального шоссе № 1А протяжённостью 21 км. Примерно в 30 км от Дананга шоссе №1А поднимается на высоту 496 м, проходя по южной стороне вершины горы Ай Ван Шон (1172 м). Перевал Хайван расположен на границе города центрального подчинения Дананга и провинции Тхыатхьен-Хюэ. Название перевала является отсылкой к туманам, поднимающимся к перевалу с моря, значительно ухудшающих видимость. Исторически перевал был границей между царствами Чампа и Дайвьет и единственной дорогой, связывающей юг и север страны.
Извилистая дорога через перевал представляла значительную опасность для водителей, следовавших от Хюэ к Данангу. После сооружения туннеля Хайван, снизившего опасность пути, трафик значительно возрос. Перевал был место, как минимум, двух серьёзных аварий на железнодорожном транспорте и одного авиакрушения.
В 1826 году король династии Нгуен Минь Манг (1791—1840) приказал построить на вершине перевала Хайван крепость с воротами, где королевские войска держали оборону в борьбе против разбойников. С северной стороны на воротах висит крупная доска из мрамора с тремя высеченными иероглифами «Хайван куан» («Ворота Хайван»), а с южной стороны на такой же доске высечены иероглифы со значением «Самый значительный под небом перевал».

## Галерея

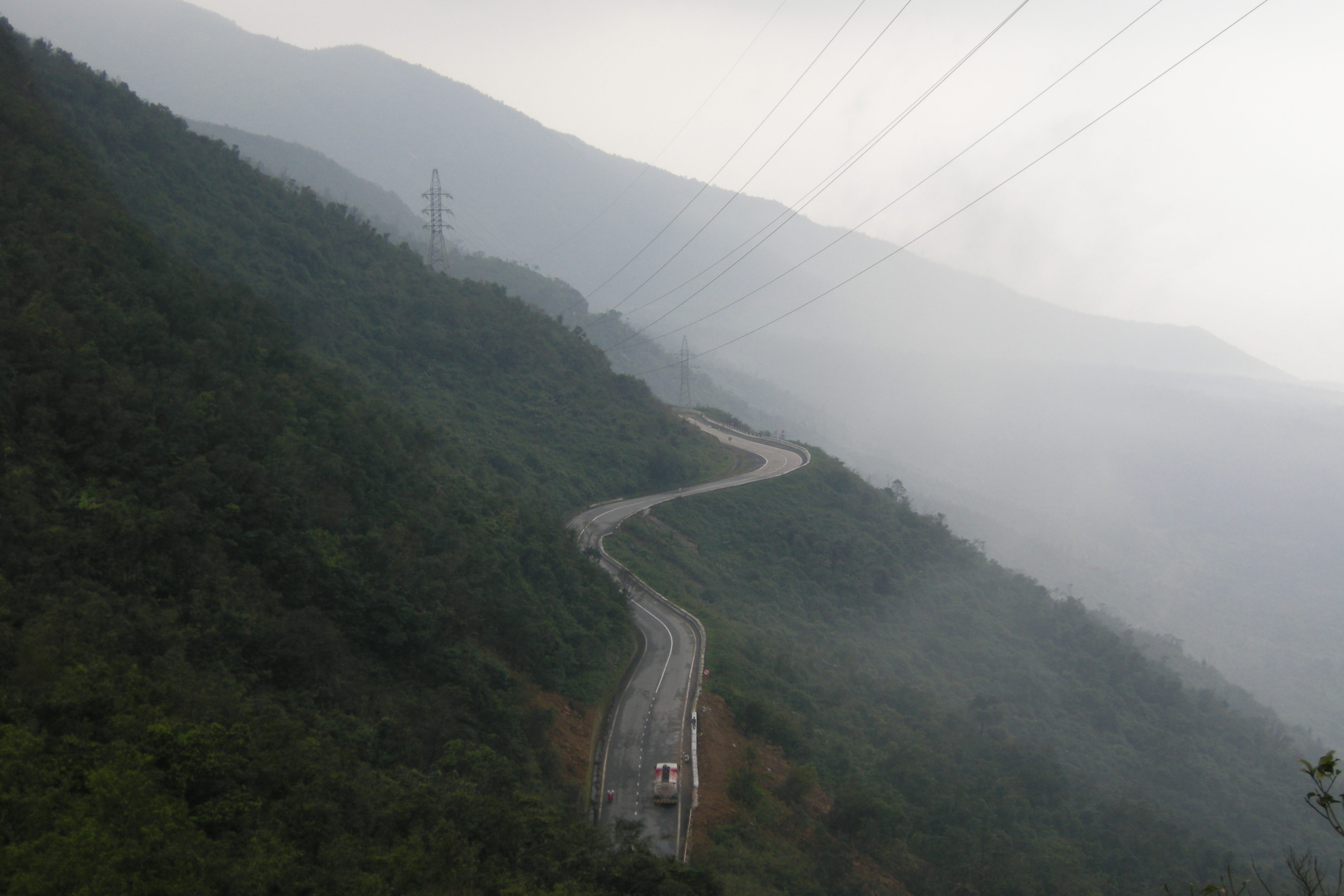
Вид на север
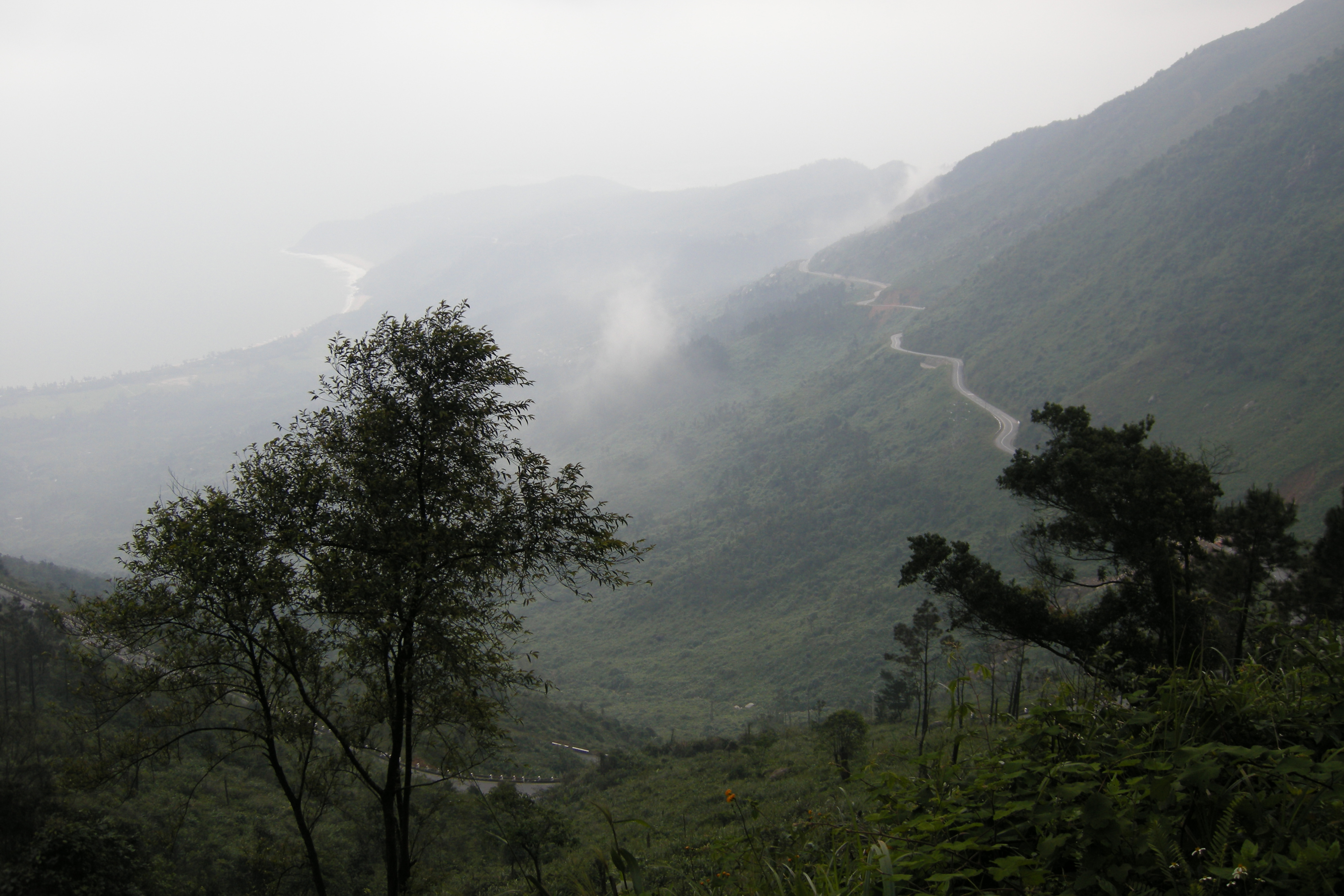
Вид на юг
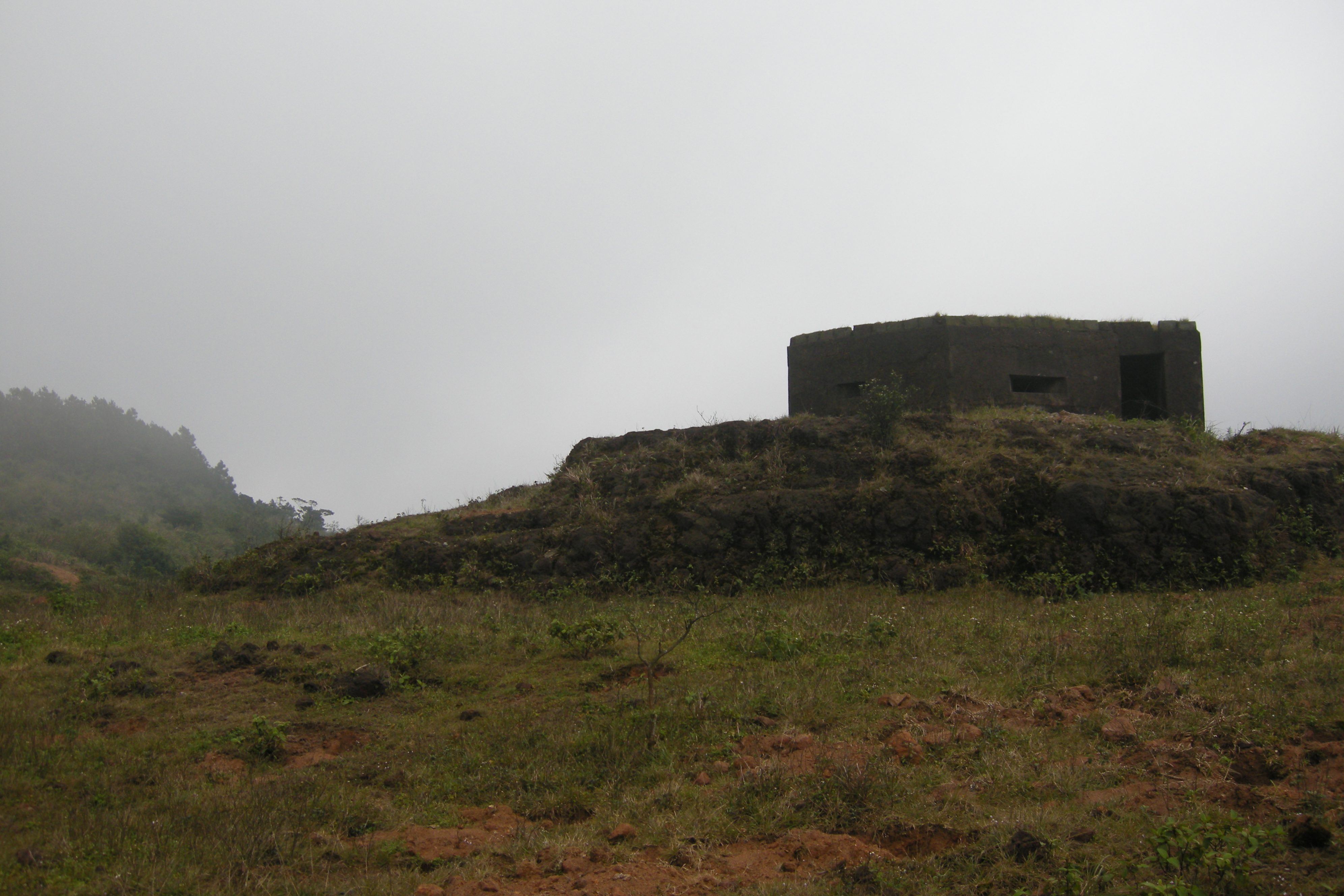
Военные бункеры на перевале
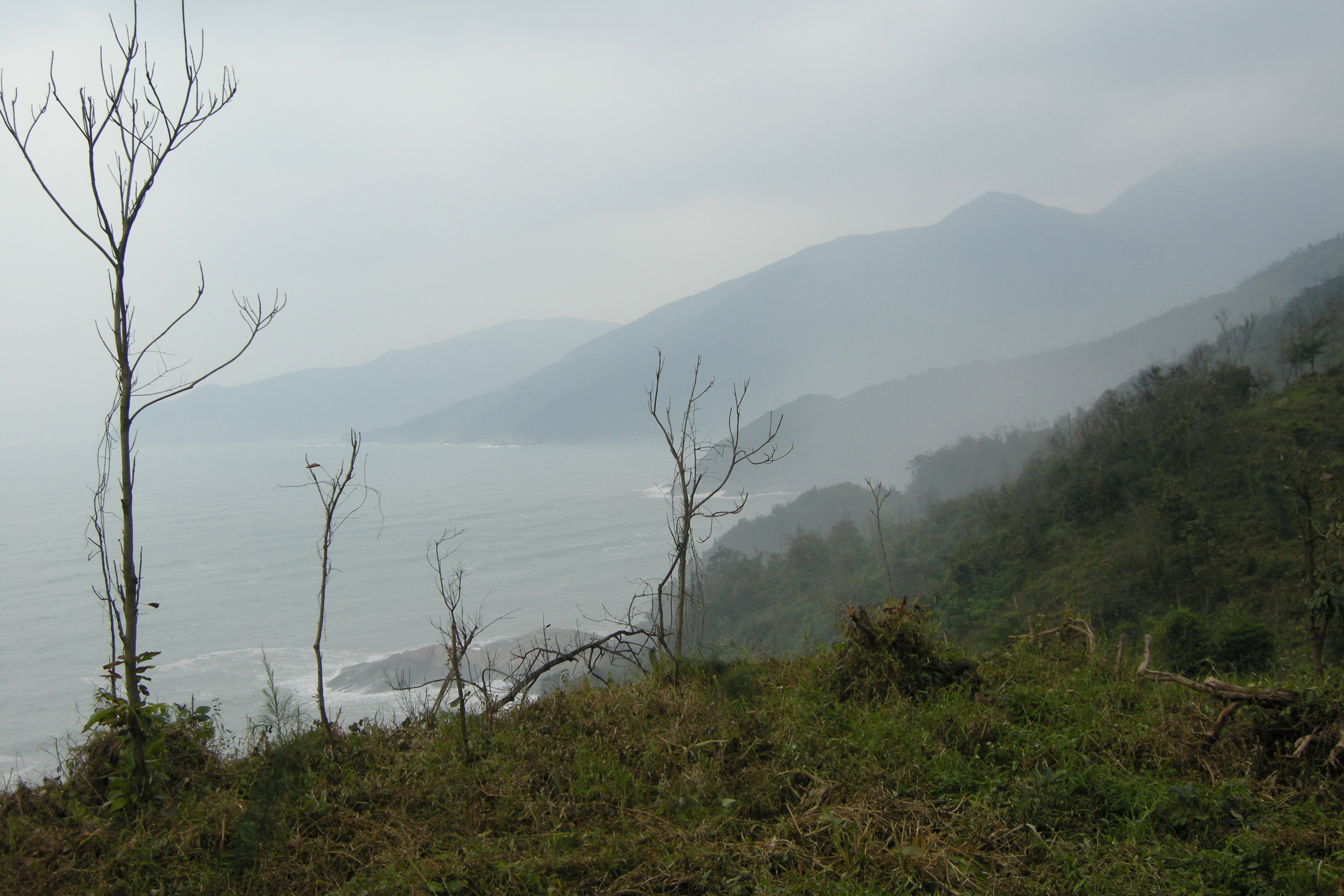
Панорама побережья Южно-Китайского моря